# West Coast Wolverines
Gli West Coast Wolverines sono una squadra di football americano di Craigie, sobborgo della Città di Joondalup a Perth, in Australia, fondata nel 2006.

## Dettaglio stagioni

### Tornei locali

#### Gridiron West League
| Stagione | regular season | regular season | regular season | regular season | regular season | regular season | playoff | playoff | playoff | playoff | playoff | playoff    | playoff           |
|          | Vin            | Par            | Per            | Tot            | PF             | PS             | Vin     | Per     | Tot     | PF      | PS      | risultato  | avversaria        |
| -------- | -------------- | -------------- | -------------- | -------------- | -------------- | -------------- | ------- | ------- | ------- | ------- | ------- | ---------- | ----------------- |
| 2020-21  | 8              | 1              | 3              | 12             | 288            | 106            | 0       | 1       | 1       | 14      | 40      | Semifinale | Rockingham Vipers |
| Totale   | 8              | 1              | 3              | 12             | 288            | 106            | 0       | 1       | 1       | 14      | 40      |            |                   |

Fonti: Enciclopedia del Football - A cura di Roberto Mezzetti

#### Gridiron West Women's League
| Stagione | regular season | regular season | regular season | regular season | regular season | regular season | playoff | playoff | playoff | playoff | playoff | playoff   | playoff    |
|          | Vin            | Par            | Per            | Tot            | PF             | PS             | Vin     | Per     | Tot     | PF      | PS      | risultato | avversaria |
| -------- | -------------- | -------------- | -------------- | -------------- | -------------- | -------------- | ------- | ------- | ------- | ------- | ------- | --------- | ---------- |
| 2019-20  | 1              | 0              | 9              | 10             | 32             | 232            | -       | -       | -       | -       | -       | -         | -          |
| 2020-21  | 0              | 1              | 8              | 9              | 74             | 276            | -       | -       | -       | -       | -       | -         | -          |
| Totale   | 1              | 1              | 17             | 19             | 106            | 508            | -       | -       | -       | -       | -       |           |            |

Fonti: Enciclopedia del Football - A cura di Roberto Mezzetti

### Riepilogo fasi finali disputate
| Anno             | Luogo   | Evento | Fase del torneo | Incontro                                  | Risultato |
| 20 febbraio 2020 | Bentley | GWL    | Semifinale      | Rockingham Vipers - West Coast Wolverines | 40 - 14   |